# Raymond Milton
Raymond Milton (né le 27 août 1912 à Thunder Bay (Ontario) et mort le 17 septembre 2003) est un joueur canadien de hockey sur glace. Lors des Jeux olympiques d'hiver de 1936, il remporte la médaille d'argent.

## Palmarès
- Médaille d'argent aux Jeux olympiques de Garmisch-Partenkirchen en 1936